# Amblystegiella
Amblystegiella là một chi rêu trong họ Amblystegiaceae.